# Soehrensia arboricola
Soehrensia arboricola ist eine Pflanzenart aus der Gattung Soehrensia in der Familie der Kakteengewächse (Cactaceae). Das Artepitheton arboricola leitet sich von den lateinischen Worten arbor für ‚Baum‘ sowie -cola für ‚bewohnend‘ ab und verweist auf das epiphytische Habitat der Art.

## Beschreibung
Soehrensia arboricola wächst strauchig, ist anfangs aufrecht und wird später hängend. Die schlank zylindrischen, dunkelgrünen Triebe sind bis zu 120 Zentimeter und mehr lang. Sie weisen Durchmesser von 2,5 bis 4 Zentimeter auf und bilden Luftwurzeln aus. Es sind neun bis elf seitlich zusammengedrückte Rippen vorhanden, auf denen sich nahezu würfelförmige oder fast konische, bis zu 3 Millimeter hohe Höcker befinden. Die auf den Höckerspitzen befindlichen Areolen sind weiß bewollt. Aus ihnen entspringen neun bis 15 ausstrahlende, nadelige und stechende Dornen. Von den gelblichen bis bräunlichen, 0,1 bis 2,3 Zentimeter langen Dornen ist einer länger als die übrigen.
Die glockenförmigen, weißen Blüten erscheinen nahe der Triebspitze und öffnen sich in der Nacht. Sie werden 12 bis 13 Zentimeter lang und weisen Durchmesser von 13 bis 15 Zentimeter auf.

## Verbreitung, Systematik und Gefährdung
Soehrensia arboricola ist im Süden Boliviens und in der argentinischen Provinz Salta in Höhenlagen von 500 bis 1000 Metern verbreitet.
Die Erstbeschreibung als Trichocereus arboricola durch Myron William Kimnach wurde 1990 veröffentlicht. Boris O. Schlumpberger stellte die Art 2012 in die Gattung Soehrensia. Ein weiteres nomenklatorisches Synonym ist Echinopsis angelesiae (R.Kiesling) G.D.Rowley (1980).
In der Roten Liste gefährdeter Arten der IUCN wird die Art als „Data Deficient (DD)“, d. h. mit keinen ausreichenden Daten geführt.

## Nachweise